# (553) Kundry
(553) Kundry ist ein Asteroid des Hauptgürtels, der am 27. Dezember 1904 vom deutschen Astronomen Max Wolf in Heidelberg entdeckt wurde.
Benannt wurde der Asteroid nach einer Figur aus Richard Wagners Oper Parsifal.